# 亚述巴尼拔
亚述巴尼拔（阿卡德語：Aššur-bāni-apli，前669年或前668年－前627年在位），天主教譯為亚述巴尼帕耳，亚述国王。在他统治时期，亚述的疆土和军国主义达到了崩溃前的顛峰。

## 生平
亚述巴尼拔为前任国王阿萨尔哈东之子，母亲纳齐亚·扎库图。亚述巴尼拔於伊萨尔哈东于远征古埃及时突然去世后即位。

## 執政政績
亚述巴尼拔继承了父親的巨大帝国，其疆域从埃及北部直抵伊朗高原。他继续执行穷兵黩武的政策。到前652年，已經征服了整个古埃及，并把安纳托利亚的奇里乞亚也纳入帝国疆土。
但在亚述巴尼拔统治时期，亚述帝国已经显现出衰落的前兆。前652年，亚述巴尼拔的兄弟沙马什-舒姆-乌金起义。占领了巴比伦，自称为巴比伦国王，并且得到了帝国统治下的迦勒底人、阿拉米人、埃兰人的广泛支持。亚述巴尼拔经过多年战争才把叛乱镇压下去。为了惩罚埃兰人，他于前647年把埃兰最主要的城市苏萨完全毁掉了。这次起义严重消耗了亚述的力量，她从此失去了扩张的能力，只能对新兴的强国（米底和新巴比伦王国）進行一些防御战争。
前627年，亚述巴尼拔去世，其子亞述-埃提爾-伊蘭尼繼位。
在旧约全书中，亚述巴尼拔被称做亚斯那巴。见以斯拉记4:10。

### 文化貢獻
亚述巴尼拔鼓励文化，亚述统治地区的文学和艺术在他在位时期取得了辉煌的发展。亚述巴尼拔是古代中东少有的有较高文化修养的统治者。他的抄写员们建立了西亚史上第一座有系统性的图书馆－亚述巴尼拔图书馆，收集了许多珍贵的泥版文献，包括史诗、学术著作和祭祀作品。其中包括著名的《吉爾伽美什史詩》。亚述巴尼拔位于尼尼微的王宫由一系列恢弘的浮雕所装饰，这些浮雕生动表现了战争、狩猎以及王室生活的情景。
| 前任： 阿萨尔哈东 | 亚述国王 前669年或前668年－前627年 | 繼任： 亚述-埃提尔-伊兰尼 |